# Mars Orbiter Mission
Mars Orbiter Mission (MOM), numită și, Mangalyaan, este o sondă spațială care orbitează Marte din 24 septembrie 2014. A fost lansată la 5 noiembrie 2013 de Organizația Indiană de Cercetare Spațială (ISRO). Este prima misiune interplanetară a Indiei și a făcut din aceasta a patra agenție spațială care realizează orbita Marte, după Roscosmos, NASA și Agenția Spațială Europeană. A făcut din India prima națiune asiatică care a atins orbita marțiană și prima națiune din lume care a făcut acest lucru la încercarea sa inițială.
Sonda Mars Orbiter Mission s-a ridicat de la primul lanț de la Satish Dhawan Space Center (Sriharikota Range SHAR), Andhra Pradesh, folosind o rachetă C25 Polar Satellite Launch Vehicle (PSLV) la 09:08 UTC pe 5 noiembrie 2013. Fereastra de lansare a durat aproximativ 20 de zile și a început la 28 octombrie 2013. Sonda MOM a petrecut aproximativ o lună pe orbita Pământului, unde a făcut o serie de șapte manevre orbitale de creștere a apogeului înainte de injecția trans-Marte pe 30 noiembrie 2013 (UTC). După un tranzit de 298 de zile către Marte, a fost pus pe orbita Marte pe 24 septembrie 2014.
Misiunea este un proiect „demonstrator de tehnologie” pentru dezvoltarea tehnologiilor de proiectare, planificare, gestionare și operațiuni ale unei misiuni interplanetare. Poartă cinci instrumente științifice. Nava spațială este în prezent monitorizată de la Centrul de control al navei spațiale la ISRO Telemetry, Tracking and Command Network (ISTRAC) din Bengaluru cu sprijinul antenelor Indian Deep Space Network (IDSN) de la Bengaluru, Karnataka.